# Calamus heteracanthus
Calamus heteracanthus är en enhjärtbladig växtart som beskrevs av Alexander Zippelius och Carl Ludwig von Blume. Calamus heteracanthus ingår i släktet Calamus och familjen Arecaceae. Inga underarter finns listade i Catalogue of Life.